# Freddy Méndez
Freddy Méndez Ríos (Puntarenas; 7 de julio de 1957) es un exfutbolista costarricense que se desempeñaba como defensa.

## Selección nacional
Debutó con Costa Rica en una derrota contra Guatemala de 1-0, tras gol de Julio César Anderson.

### Participaciones en Campeonatos Concacaf
| Copa                                          | Sede   | Resultado     | Part. | Goles |
| --------------------------------------------- | ------ | ------------- | ----- | ----- |
| Campeonato de Naciones de la Concacaf de 1985 | Varias | Tercer puesto | 2     | 0     |

## Clubes
| Club                      | País       | Año       |
| ------------------------- | ---------- | --------- |
| Universidad de Costa Rica | Costa Rica | 1975-1977 |
| Alajuelense               | Costa Rica | 1977-1981 |
| Herediano                 | Costa Rica | 1981-1984 |
| Saprissa                  | Costa Rica | 1984-1987 |
| Marathón                  | Honduras   | 1987-1988 |
| Alajuelense               | Costa Rica | 1988      |

## Palmarés

### Títulos nacionales
| Título           | Equipo      | País       | Año  |
| ---------------- | ----------- | ---------- | ---- |
| Primera División | Alajuelense | Costa Rica | 1980 |
| Primera División | Herediano   | Costa Rica | 1981 |